# Синьнин
Синьни́н (кит. упр. 新宁, пиньинь Xīnníng) — уезд городского округа Шаоян провинции Хунань (КНР).

## История
Уезд был выделен из уезда Шаоян во времена империи Сун, в 1155 году.
После образования КНР в 1949 году был создан Специальный район Шаоян (邵阳专区), и уезд вошёл в его состав.
В 1970 году Специальный район Шаоян был переименован в Округ Шаоян (邵阳地区).
Постановлением Госсовета КНР от 8 февраля 1983 года был расформирован округ Шаоян и образован городской округ Шаоян, однако уже 13 июля это решение было отменено. Постановлением Госсовета КНР от 27 января 1986 года округ Шаоян вновь был преобразован в городской округ.

## Административное деление
Уезд делится на 8 посёлков, 6 волостей и 2 национальные волости.